# کیسوکه هادا
کیسوکه هادا (انگلیسی: Keisuke Hada؛ زادهٔ ۲۰ فوریهٔ ۱۹۷۸) بازیکن فوتبال اهل ژاپن است.
از باشگاه‌هایی که در آن بازی کرده‌است می‌توان به باشگاه فوتبال سرزو اوساکا و باشگاه فوتبال شیمیزو اس-پالس اشاره کرد.